# Línguas da Espanha
| castelhano catalão, cooficial basco, cooficial galego, cooficial | aranês, cooficial (dialecto do occitano) asturiano, reconhecido mas não oficial aragonês, reconhecido mas não oficial |

As línguas da Espanha (simplificado)

As línguas da Espanha são os idiomas falados atualmente, ou antigamente, no território da Espanha.

## Atualidade
O idioma predominante na Espanha é o castelhano (também denominado espanhol), falado pela quase totalidade da população do país. Outros idiomas têm importância maior em algumas regiões: basco (euskera ou euskara) no País Basco e em Navarra; catalão na Catalunha e nas Ilhas Baleares e na Comunidade Valenciana (onde recebe a denominação de valenciano); e por fim o galego na Galiza (em diassistema com o português em ambas as margens do rio Minho). 
O espanhol ou castelhano é oficial em todo o país; os outros adquiriram o status de idiomas co-oficiais nas suas respectivas regiões a partir de 1978, como consequência da Transição espanhola para a democracia  e têm grande relevância local, tendo inclusive diversas publicações como jornais diários nestes idiomas e, especialmente para o catalão, o basco e o galego, há significante produção e publicação de livros e indústria midiática. 

Mapa cronológico mostrando o desenvolvimento das Línguas da Espanha.

Muitos estas regiões consideram seus idiomas locais como idioma primário e o espanhol, ou castelhano, como secundário; estes idiomas abrangem áreas tão amplas que têm distintos, incluindo o próprio castelhano, que tem como variantes os dialetos andaluz e canário, como um destes com suas próprias subvariedades, algumas parcialmente próximas ao espanhol da América, que influenciaram em diferentes graus, dependendo da região e período, e de acordo com as migrações e processos de colonização.
Além disso, há crescente suporte para outros idiomas regionais, alguns em perigo de extinção. Estes incluem o ásture-leonês: asturiano nas Astúrias e leonês no antigo Reino de Leão, aragonês em Aragão, e aranês, dialeto do idioma occitano, falado apenas no pequeno Vale de Aran, Catalunha, mas suficientemente vivo para ser idioma co-oficial e ser usado em suas escolas públicas.
Com a exceção do basco, que aparenta ser um idioma isolado, todos os outros são derivados do latim.
O árabe ou berbere é falado pela população islâmica de Ceuta e Melilha e em outros locais pelos imigrantes recentes, principalmente de Marrocos e da Argélia.
Durante a ditadura do general Francisco Franco, todos os idiomas, exceto o castelhano, foram banidos, com o objetivo de criar uma Espanha unida e uniforme, destruindo quaisquer formas e fatores de separatismo, especialmente os movimentos basco, catalão, e em menor intento, o galego.

## Língua portuguesa na Espanha
Também o português é falado em:
- San Martín de Trevejo (Sa Martim de Trevelho), Eljas (As Elhas) e Valverde del Fresno (Valverde do Fresno), no Vale de Xálima (óu Vale de Xalma), (província de Cáceres) onde o dialeto é chamado a fala.
- Olivença (província de Badajoz) - apesar do desaparecimento desde a tomada da Espanha.
- Cedilho (incluindo Herrera de Alcántara ou Ferreira de Alcântara).
- e vários vilarejos na fronteira da Galiza e Castela e Leão com Portugal.

Nenhuma dessas situações são protegidas pelo governo espanhol, nem pelos governos regionais e nem mesmo por algum tipo de suporte do governo de Portugal. O uso do português, o idioma de alguns de seus ancestrais, é desencorajado pela sociedade dominada pelo castelhano. Apesar de tudo, começam a surgir organizações de populares para manterem viva a língua portuguesa em Espanha, como é o caso da organização Além Guadiana, composta por oliventinos.

## Historicamente
Outros idiomas foram falados extensivamente no território da Espanha moderna:
- Árabe andaluz
- Línguas célticas
  - Celtibérico
- Lusitano
- Guanche
- Galego-português
- Gótico
- Ibérico
- Judeu-catalão
- Latim
- Ladino
- Línguas moçárabes
- Romani
- Tartessiano

De acordo com o CIA World Factbook, é a seguinte a distribuição das línguas mais faladas na Espanha atual:
- Castelhano (oficial) - 74%
- Catalão (co-oficial na Catalunha, Ilhas Baleares e Comunidade Valenciana) - 17 %
- Galego (co-oficial na Galiza) - 7%
- Basco (co-oficial no País Basco e Navarra) - 2%